# Emma Suárez
Emma Suárez Bodelón (Madrid, 25 de junho de 1964) é uma atriz espanhola. Venceu o Prêmio Goya de melhor atriz em 1996 e em 2016. Também recebeu o prêmio de melhor atriz coadjuvante em 2016, por sua atuação no filme La próxima piel.

## Filmografia

### Cinema
| - Invisibles (Gracia Querejeta, 2020) - Una ventana al mar (Miguel Ángel Jiménez, 2019) - La Influencia (Denis Rovira, 2019) - 70 binladens (Koldo Serra, 2018) - Las hijas de Abril (Michel Franco, 2017) - Las Furias (Miguel del Arco, 2016) - Julieta, (Pedro Almodóvar, 2016) - La próxima piel (Isaki Lacuesta, Isa Campo, 2015) - Novatos (Pablo Aragüés, 2015) - Falling Apart (Ana Rodríguez Rosell, 2015) - Murieron por encima de sus posibilidades (Isaki Lacuesta, 2014) - Buscando a Eimish (Ana Rodríguez Rosell, 2012) - Área de descanso (Michael Aguilo, 2011) - ¿Para qué sirve un oso? (Tom Fernández, 2011) - La mosquitera (Agustí Vila, 2010) - Héroes (Pau Freixas, 2010) - La casa de mi padre (Gorka Merchán, 2009) - Óscar, una pasión surrealista (Lucas Fernández, 2008) - Todos los días son tuyos (José Luis Gutiérrez Arias, 2007) - Bajo las estrellas (Félix Viscarret, 2007) - Horas de luz (Manuel Matji, 2004) - Sansa (Siegfried, 2003) - El caballero Don Quijote (Manuel Gutiérrez Aragón, 2002) - La dama de Porto Pim (José Antonio Salgot, 2001) - Visionarios (Manuel Gutiérrez Aragón, 2001) - Besos para todos (Jaime Chávarri, 2000) - Sobreviviré (Alfonso Albacete y David Menkes, 1999) - La ciudad de los prodigios (película) (Mario Camus, 1999) - Golpe de estadio (Sergio Cabrera, 1998) - Tu nombre envenena mis sueños (Pilar Miró, 1997) - El perro del hortelano (Pilar Miró, 1996) - Tierra (Julio Medem, 1996) - Pintadas (Juan Estelrich Jr., 1996) - Una casa en las afueras (Pedro Costa, 1995) - Enciende mi pasión (José Miguel Ganga, 1994) - La ardilla roja (Julio Medem, 1993) - Vacas (Julio Medem, 1992) - Orquesta Club Virginia, (Manuel Iborra, 1992) - La vida láctea (Juan Estelrich Jr., 1992) - Tramontana (Carlos Pérez Ferré, 1991) - A solas contigo (Eduardo Campoy, 1990) - Contra el viento (Paco Periñán, 1990) - La blanca paloma (Juan Miñón, 1989) - La luna negra (Imanol Uribe, 1989) - Demasiado viejo para morir joven (Isabel Coixet, 1988) - Blancaflor, la hija del diablo (Jesus García de Dueñas, 1988) - En penumbra (José Luis Lozano, 1987) - Oficio de muchachos (Carlos Romero Marchent, 1986) - Tata mía (José Luis Borau, 1986) - Hierro dulce (Francisco Rodríguez, 1985) - Marbella, un golpe de cinco estrellas (Miguel Hermoso, 1985) - El jardín secreto (Carlos Suárez, 1984) - Sesión continua (José Luis Garci, 1984) - 1919: Crónica del alba (Antonio Betancor, 1983) - Memorias de Leticia Valle (Miguel Ángel Rivas, 1980) |

### Televisão
| Ano  | Título                 | Personagem                        | Canal     | Notas        |
| ---- | ---------------------- | --------------------------------- | --------- | ------------ |
| 1984 | Fragmentos de interior | Luisa                             | La 1      | 4 episódios  |
| 1986 | Tristeza de amor       | Leticia                           | La 1      | 13 episódios |
| 1989 | Delirios de amor       | Almudena                          | La 1      | 1 episódio   |
| 1994 | La mujer de tu vida    | Lucía                             | La 1      | 1 episódio   |
| 1997 | Querido maestro        | Elena de Diego                    | Telecinco | 25 episódios |
| 2003 | El Pantano             | Claudia Alonso                    | Antena 3  | 9 episódios  |
| 2004 | Cuéntame cómo pasó     | Elisa                             | La 1      | 7 episódios  |
| 2007 | Hospital Central       | Blanca López                      | Telecinco | 3 episódios  |
| 2008 | Cazadores de hombres   | Ana Leal                          | Antena 3  | 8 episódios  |
| 2010 | Vuelo IL 8714          | Olga                              | Telecinco | 2 episódios  |
| 2010 | Sofía                  | Federica de Grecia                | Telecinco | 2 episódios  |
| 2017 | La zona                | Marta Carcedo                     | Movistar+ | 6 episódios  |
| 2019 | Criminal               | María de los Ángeles Toranzo Puig | Netflix   | 3 episódios  |
| 2020 | Néboa                  | Mónica Ortiz                      | La 1      | 8 episódios  |

### Teatro
- Los hijos de Kennedy (2013-2014)
- Deseo (2013)
- Viejos tiempos (2012)
- La avería (2011-2012)
- Calpurnia (2011)
- Antígona (2011)
- Tío Vania (2008)

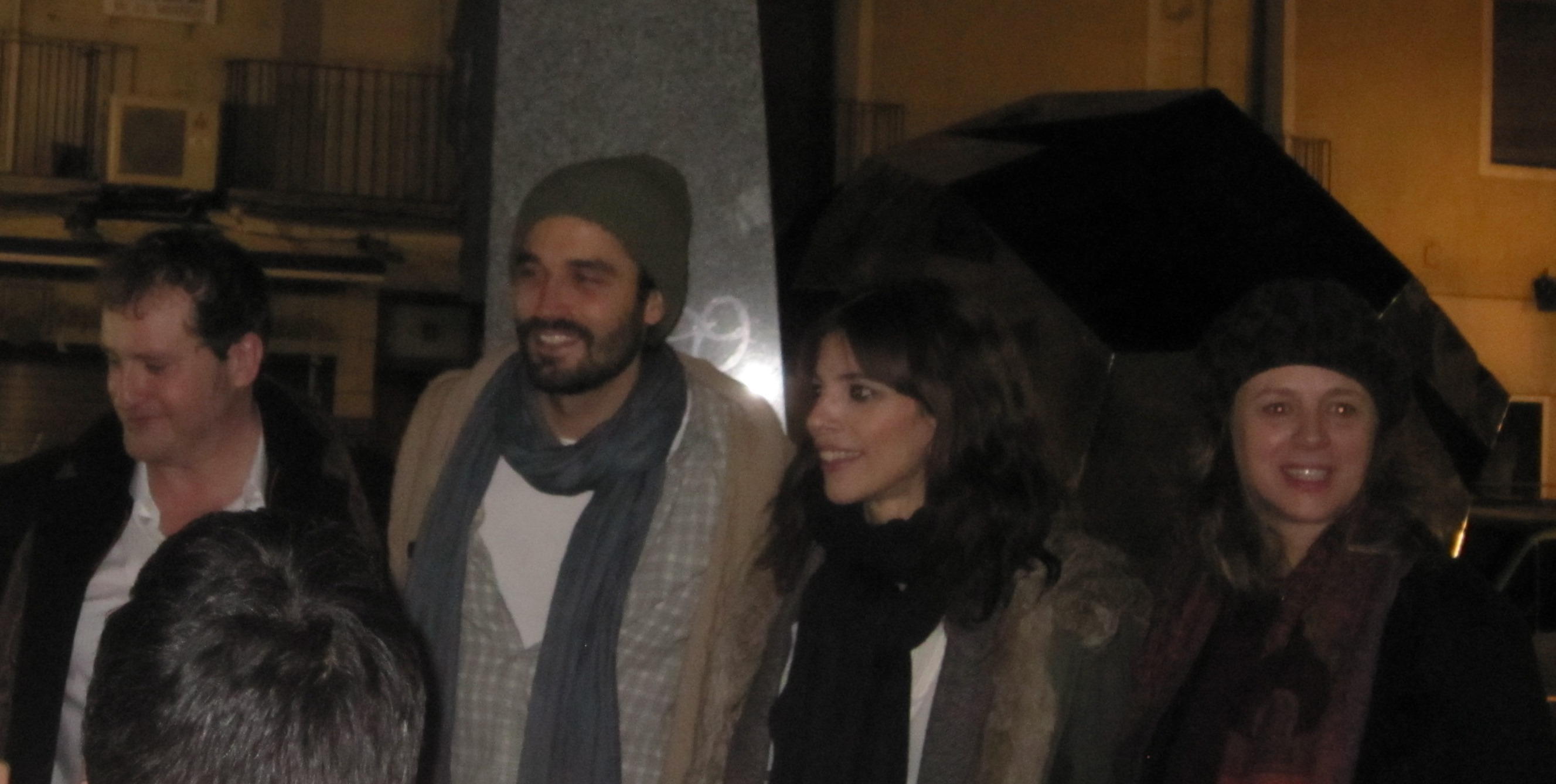
Emma Suárez (direita) junto ao elenco de Los hijos de Kennedy

- A Electra le sienta bien el luto (2005-2006)
- Proserpina, Perséfone (2004)
- Las criadas (2002)
- La Chunga (1987)
- Bajarse al moro (1985-1986)
- El cementerio de los pájaros (1982-1983)